# Liste der Nummer-eins-Hits in Belgien (1960)
Diese Liste enthält alle Nummer-eins-Hits in Belgien im Jahr 1960. Es gab in diesem Jahr sieben Nummer-eins-Singles.
| Singles |
| --- |
| - Rocco Granata – Marina - 6 Monate (1. September 1959 – 29. Februar 1960) - Bob Azzam et Eddie Barclay – Mustapha - 3 Monate (1. März – 31. Mai) - Paul Anka – Adam And Eve - 1 Monat (1. Juni – 30. Juni) - Paul Anka – My Home Town - 1 Monat (1. Juli – 31. Juli) - Peter Koelewijn & Zijn Rockets – Kom van dat dak af - 1 Monat (1. August – 31. August) - Elvis Presley – It's Now Or Never - 3 Monate (1. September – 30. November) - Elvis Presley – Are You Lonesome Tonight? - 2 Monate (1. Dezember 1960 – 31. Januar 1961) |

## Jahreshitparaden
| Singles |
| --- |
| 1. Bobbejaan Schoepen – Een hutje op de heide 2. The Regento Stars – Laila 3. Peter Koelewijn & Zijn Rockets – Kom van dat dak af 4. Neil Sedaka – Oh Carol 5. Bob Azzam et Eddy Barclay – Mustapha 6. Camillo Felgen – Sag warum 7. Paul Anka – Adam And Eve 8. Johnny and the Hurricanes – Red River Rock 9. Paul Anka – My Home Town 10. Dalida – Les enfants du Pirée 11. Rocco Granata – Marina 12. Brenda Lee – I'm Sorry 13. Paul Anka – It's Time To Cry 14. Paul Anka – Put Your Head On My Shoulder 15. Johnny Preston – Running Bear 16. Johnny Preston – Cradle Of Love 17. Elvis Presley – It's Now Or Never 18. Bill Forbes – Too Young 19. Brian Hyland – Itsy Bitsy Teenie Weenie Yellow Polkadot Bikini 20. Rocco Granata – La bella |